# Kamal ad-Din Husajn

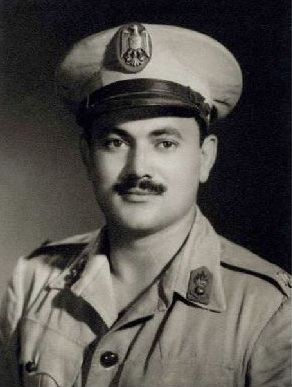

Kamal ad-Din Husajn (ur. 2 stycznia 1921 w Bansze, zm. 19 czerwca 1999 w Kairze) – egipski wojskowy i polityk. Uczestnik ruchu Wolnych Oficerów i rewolucji w 1952, przewodniczący Komitetu Wykonawczego Zjednoczonej Republiki Arabskiej w latach 1960-1961.

## Życiorys

### Pochodzenie, edukacja, wczesna działalność
Pochodził z niższej klasy średniej. W 1937 rozpoczął naukę w Akademii Wojskowej w Kairze. Znalazł się w grupie słuchaczy wywodzących się z uboższych warstw społecznych i pobierających naukę bez opłat, dopuszczonych do nauki w 1936 na mocy przeprowadzonej przez króla Faruka reorganizacji placówki. Walczył w II wojnie światowej jako oficer artylerii w armii brytyjskiej.
Reprezentował prawicowe poglądy polityczne, był związany ze Stowarzyszeniem Braci Muzułmańskich.
Od 1948 wykładał w egipskiej Akademii Sztabu Generalnego. Walczył w I wojnie izraelsko-arabskiej. W czasie tegoż konfliktu spotkał się ponownie z Gamal Abdel Naserem, którego znał z Akademii Wojskowej. Nie zrywając z Braćmi Muzułmanami, przystąpił do niejednorodnej ideologicznie, zgodnej jedynie co do potrzeby obalenia monarchii organizacji Wolnych Oficerów, kierowanej przez Nasera. Po rewolucji Wolnych Oficerów w 1952 wszedł do Rady Rewolucyjnych Dowódców. Nadal utrzymywał kontakty z Braćmi Muzułmanami, a ich ideologowi, Sajjidowi Kutbowi, proponował nawet objęcie stanowiska ministra oświaty.
W 1954, po usunięciu z urzędu prezydenckiego Muhammada Nadżiba i objęciu prezydentury przez Nasera, został ministrem spraw społecznych. Dwa lata później odszedł z tego stanowiska i został sekretarzem ds. oświaty. Wprowadził do szkół nowy, silnie nacechowany ideologicznie program nauczania historii, w którym ograniczono do minimum wiedzę o Egipcie starożytnym i dziejach ziem egipskich do XIX w., działalność Muhammada Alego określono jako "wyzysk ludu", silnie krytykowano także egipski parlamentaryzm, gloryfikując natomiast przewrót Wolnych Oficerów. Kierując egipskim systemem szkolnictwa, Husajn usunął szereg dawnych pracowników z ich stanowisk, w resorcie panował nepotyzm.
Gdy Bracia Muzułmanie w 1954 zorganizowali nieudany zamach na prezydenta Nasera, Kamal ad-Din Husajn, niezależnie od dawnych sympatii politycznych, poparł represje wobec ich organizacji.
W czasie wojny sueskiej dowodził Gwardią Narodową, którą w 1953 współtworzył, w obronie Ismailii przed interwencją brytyjsko-francusko-izraelską. Jego rola w tych wydarzeniach została następnie w państwowej propagandzie wyolbrzymiona i zmitologizowana. W 1959 został sekretarzem generalnym Narodowego Związku Nauczycieli i pozostawał nim do 1963.
W 1958 zagroził podaniem się do dymisji, gdy egipski parlament przegłosował ustawę wymuszającą na uniwersytetach przyjmowanie wszystkich kandydatów, którzy zdali egzamin dojrzałości. Uzyskał wówczas poparcie Nasera, który uznał takie rozwiązanie za niewykonalne z powodów ekonomicznych. W tym samym roku stanął na czele nowej naserowskiej monopartii - Unii Narodowej.
W 1960 Kamal ad-Din Husajn został wiceprezydentem i przewodniczącym Rady Wykonawczej Zjednoczonej Republiki Arabskiej (unii Egiptu z Syrią) i zachował to stanowisko do upadku tego państwa w roku następnym. Wiceprezydentem Egiptu był jeszcze przez trzy lata. Podał się do dymisji w 1964, protestując przeciwko interwencji swojego kraju w wojnie domowej w Jemenie Północnym. Następnie utworzył komitet, który wystąpił z publiczną krytyką Karty Narodowej - dokumentu programowego rządu Nasera, przedstawiającego plan budowy w Egipcie socjalizmu dostosowanego do realiów kraju. Sprzeciwiał się także formowaniu w miejsce Unii Narodowej kolejnej monopartii - Arabskiej Unii Socjalistycznej i krytykował kampanię nacjonalizacji przedsiębiorstw, którą określił jako koncepcję komunistyczną i antyislamską. Był również niechętny zacieśnianiu współpracy egipsko-radzieckiej. Do końca lat 60. XX wieku ograniczył swoje wystąpienia publiczne, reprezentował jedynie Egipt na mniej istotnych konferencjach międzynarodowych, od 1960 do 1963 kierował egipskim komitetem olimpijskim.

### Po śmierci Nasera
Po śmierci Nasera w 1970 Kamal ad-Din Husajn negatywnie ocenił jego polityczny dorobek. Poparł nowego prezydenta Anwara as-Sadata, gdy ten usunął z najwyższych stanowisk państwowych kontynuatorów polityki Nasera. Jako parlamentarzysta (zdobył mandat w wyborach w 1972) popierał także działania as-Sadata na rzecz powrotu do systemu wielopartyjnego. Z czasem przeszedł do prawicowej opozycji względem prezydenta. W 1977 oskarżył as-Sadata o sprawowanie władzy w sposób autokratyczny. Został wówczas usunięty przez niego z parlamentu, a sympatycy prezydenckiej Partii Narodowej wyprowadzili go z sali posiedzeń. W przeprowadzonych w roku następnym wyborach parlamentarnych nie brał udziału.
Do działalności publicznej wrócił na krótko w 1983, gdy razem z Jasirem Arafatem odbył podróż po krajach arabskich, wzywając Palestyńczyków do zgody i wspólnego działania. W 1986 zapadł na raka wątroby. Kilkakrotnie wyjeżdżał do Stanów Zjednoczonych na leczenie. Zmarł w 1999 i został pochowany w Kairze. W jego pogrzebie brał udział prezydent kraju Husni Mubarak.

## Życie prywatne
Był dwukrotnie żonaty. Z pierwszego związku z Surajją Ramadan miał jednego syna, w drugim małżeństwie z Faukijją Ali urodziło się dwóch synów. Jeden z jego synów jest generałem armii egipskiej.